# Bomberman: Panic Bomber
Bomberman: Panic Bomber (ボンバーマン ぱにっくボンバー?) es un videojuego de puzle fue desarrollado y publicado por Hudson Soft para PC Engine (en formato Super CD-ROM²) el 22 de diciembre de 1994. Iba a lanzarse en Neo Geo CD, pero fue cancelado.

## Jugabilidad
El juego consiste en eliminar a tres o más bomberman de colores de modo horizontal, vertical o diagonal, las bombas que aparecen en reemplazo a los bombermen solo se destruyen colocando una ya activada y el fuego de cada bomba destruye a los enemigos que aparecen por debajo del tablero, una bomba gigante destruye a bombermen, bombas y enemigos por igual a gran escala, y si las columnas centrales del tablero están colapsadas, acaba la partida. Debido a que es un juego competitivo, el jugador que haga colapsar a su oponente gana.